# Declaração Universal dos Direitos Animais
A Declaração Universal dos Direitos dos Animais é uma proposta para diploma legal internacional, levado por ativistas da causa pela defesa dos direitos animais à UNESCO em 15 de Outubro de 1978, em Paris, e que visa criar parâmetros jurídicos para os países membros da Organização das Nações Unidas, sobre os direitos animais.
Esta Declaração foi proposta pelo cientista Georges Heuse.

## Sobre o Conteúdo da Declaração Universal dos Direitos dos Animais
Compôe-se de um preâmbulo e catorze artigos, que de forma genérica estabelecem princípios a ser obedecidos no respeito aos direitos animais.

### Sobre o Preâmbulo
Neste item a proposta de Declaração expõe as motivações que levaram à sua adoção - sobretudo a prática continuada de crimes contra os animais.
O extermínio de animais seria considerado genocídio e, portanto, objeto de interesse dos organismos internacionais e nacionais de proteção.

### Sobre os Artigos
Em seus artigos a proposta de Declaração prescreve, principalmente, que:
1. Todos os animais são sujeitos de direitos e estes devem ser preservados;
2. O conhecimento e ações do homem devem estar a serviço dos direitos animais;
3. Os animais não podem sofrer maus-tratos;
4. Animais destinados ao convívio e serviço do homem devem receber tratamentos dignos;
5. Experimentações científicas em animais devem ser coibidas e substituídas;
6. A morte de um animal sem necessidade é biocídio; de vários de uma mesma espécie, genocídio;
7. Animais destinados ao abate devem sê-lo sem sofrer ansiedade nem dor.

## Texto completo da Declaração Universal dos Animais

### Preâmbulo
Considerando que todo o animal possui direitos;
Considerando que o desconhecimento e o desprezo desses direitos têm levado e continuam a levar o homem a cometer crimes contra os animais e contra a natureza;
Considerando que o reconhecimento pela espécie humana do direito à existência das outras espécies animais constitui o fundamento da coexistência das outras espécies no mundo;
Considerando que os genocídios são perpetrados pelo homem e há o perigo de continuar a perpetrar outros;
Considerando que o respeito dos homens pelos animais está ligado ao respeito dos homens pelo seu semelhante;
Considerando que a educação deve ensinar desde a infância a observar, a compreender, a respeitar e a amar os animais.
Artigo 1.º
Todos os animais nascem iguais perante a vida e têm os mesmos direitos à existência.
Artigo 2.º
1. Todos os animais têm o direito a ser respeitados.
2. O homem, como espécie animal, não pode exterminar os outros animais ou explorá-los violando esse direito; tem o dever de pôr os seus conhecimentos ao serviço dos animais
3. Todos os animais têm o direito à atenção, aos cuidados e à proteção do homem. 
Artigo 3.º
1. Nenhum animal será submetido nem a maus tratos nem a atos cruéis. 
2. Se for necessário matar um animal, ele deve de ser morto instantaneamente, sem dor e de modo a não provocar-lhe angústia. 
Artigo 4.º
1. Todo o animal pertencente a uma espécie selvagem tem o direito de viver livre no seu próprio ambiente natural, terrestre, aéreo ou aquático e tem o direito de se reproduzir.
2. Toda a privação de liberdade, mesmo que tenha fins educativos, é contrária a este direito. 
Artigo 5.º
1. Todo o animal pertencente a uma espécie que viva tradicionalmente no meio ambiente do homem tem o direito de viver e de crescer ao ritmo e nas condições de vida e de liberdade que são próprias da sua espécie.
2. Toda a modificação deste ritmo ou destas condições que forem impostas pelo homem com fins mercantis é contrária a este direito. 
Artigo 6.º
1. Todo o animal que o homem escolheu para seu companheiro tem direito a uma duração de vida conforme a sua longevidade natural. 
2. O abandono de um animal é um ato cruel e degradante. 
Artigo 7.º
Todo o animal de trabalho tem direito a uma limitação razoável de duração e de intensidade de trabalho, a uma alimentação reparadora e ao repouso.
Artigo 8.º
1. A experimentação animal que implique sofrimento físico ou psicológico é incompatível com os direitos do animal, quer se trate de uma experiência médica, científica, comercial ou qualquer que seja a forma de experimentação.
2. As técnicas de substituição devem de ser utilizadas e desenvolvidas. 
Artigo 9.º
Quando o animal é criado para alimentação, ele deve de ser alimentado, alojado, transportado e morto sem que disso resulte para ele nem ansiedade nem dor.
Artigo 10.º
1. Nenhum animal deve de ser explorado para divertimento do homem. 
2. As exibições de animais e os espetáculos que utilizem animais são incompatíveis com a dignidade do animal. 
Artigo 11.º
Todo o ato que implique a morte de um animal sem necessidade é um biocídio, isto é um crime contra a vida.
Artigo 12.º
1. Todo o ato que implique a morte de grande um número de animais selvagens é um genocídio, isto é, um crime contra a espécie.
2. A poluição e a destruição do ambiente natural conduzem ao genocídio. 
Artigo 13.º
1. O animal morto deve de ser tratado com respeito.
2. As cenas de violência de que os animais são vítimas devem de ser interditas no cinema e na televisão, salvo se elas tiverem por fim demonstrar um atentado aos direitos do animal. 
Artigo 14.º
1. Os organismos de proteção e de salvaguarda dos animais devem estar representados a nível governamental.
2. Os direitos do animal devem ser defendidos pela lei como os direitos do homem.